# Donald Mackay, 11. Lord Reay

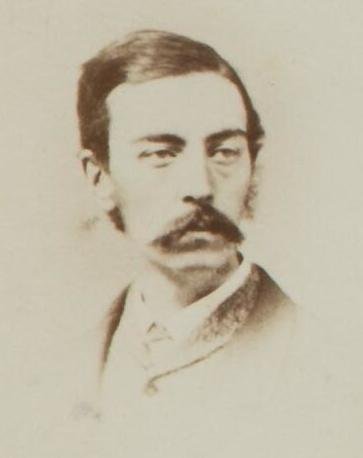
Donald Mackay, 11. Lord Reay

Donald James Mackay, 11. Lord Reay (* 22. Dezember 1839 in Den Haag; † 1. August 1921 in Earlston) war ein niederländisch-britischer Adliger, Politiker und Staatsmann.

## Leben
Er entstammte einer niederländischen Linie des schottischen Adelsgeschlechtes MacKay. Er wurde 1839 als ältester Sohn von Æneas Mackay, 10. Lord Reay, Baron Mackay und dessen Gattin Jonkvrouw Maria Fagel im niederländischen Den Haag geboren. Nach seinem Studium an der Universität Leiden war ab 1871 Mitglied des niederländischen Parlaments und arbeitete in der niederländischen Botschaft in London.
Beim Tod seines Vaters 1876 folgte er diesem als erblicher Chief des Clan MacKay und erbte von ihm folgende Adelstitel: (3.) Baron Mackay van Ophemert en Zennewijnen (Niederländischer Adel, 1822); 11. Lord Reay, of Reay in the County of Caithness (Peerage of Scotland, 1628); 11. Baronet, of Far (Baronetage of Nova Scotia, 1627).
1877 nahm er die britische Staatsbürgerschaft an und gab seinen Sitz im niederländischen Parlament auf. Am 8. Oktober 1881 wurde er von Königin Victoria in der Peerage of the United Kingdom zum Baron Reay, of Durness in the County of Sutherland, erhoben. Mit dem Titel war ein Sitz im britischen House of Lords verbunden. 1894 bis 1895 war er Unterstaatssekretär für Indien und von 1895 bis 1890 britischer Gouverneur von Bombay. 1887 wurde er als Knight Grand Commander des Order of the Indian Empire und 1890 als Knight Grand Commander des Order of the Star of India ausgezeichnet.
1884 bis 1886 war Lord Reay Rektor der University of St Andrews, 1893–1921 Präsident der Royal Asiatic Society und 1902 bis 1907 Präsident der British Academy.
1906 wurde er ins Privy Council aufgenommen und 1911 zum Knight Companion des Distelordens geschlagen.
Er war seit dem 5. Juni 1877 mit Fanny Hasler verheiratet. Da die Ehe kinderlos blieb, erlosch sein britischer Baronstitel bei seinem Tod 1921. Seine übrigen Titel fielen an seinen Cousin Eric Mackay.